# Cumaru (Pernambuco)
Cumaru es un municipio brasileño del estado de Pernambuco. Tiene una población estimada al 2020 de 10.192 habitantes.

## Historia
El nombre del municipio tiene origen en el árbol Cumaru. El municipio fue emancipado a través de la ley provincial n.º 4.986 del 20 de diciembre de 1963 (fecha en que se conmemora su aniversario), siendo instalado el 28 de junio de 1964. Su denominación anterior era Malhadinha.